# 小金原開墾
小金原開墾（こがねはらかいこん）、江戸時代におおむね現在の千葉県北部に存在した江戸幕府の軍馬育成のための牧、小金牧と佐倉牧を明治初期に開墾した事業について記述する。

## 経緯
江戸時代、現在の千葉県北部には小金牧と佐倉牧という軍馬育成のための牧が存在した。江戸時代初期から享保期に至るまで、小金宿（現北小金）に在住した牧士頭が両牧を管理しており、小金原と総称されていた。
各牧の名称は次の通りである。

### 小金牧
高田台牧が上野牧の東、印西牧が離れて東のほかは北から順に示す。
- 上野牧（かみのまき、柏市豊四季・流山市東部）
- 高田台牧（たかだだいまき、柏市十余二）
- 中野牧（なかのまき、鎌ヶ谷市初富・松戸市五香六実・柏市・白井市）
- 下野牧（しものまき、船橋市二和三咲・鎌ヶ谷市・八千代市・習志野市）
- 印西牧（いんざいまき、白井市十余一・印西市）

### 佐倉牧
ほぼ、北東から南西の順に示す。
- 油田牧（あぶらたまき、香取市九美上等）
- 矢作牧（やはぎまき、成田市十余三・成田市大栄十余三・多古町十余三・香取市等）
- 取香牧（とっこうまき、成田市）
- 内野牧（うちのまき、富里市七栄等）
- 高野牧（こうやまき、富里市十倉等）
- 柳沢牧（やなぎさわまき、八街市八街等）
- 小間子牧（こまごまき、八街市南部）

## 開墾計画
1869年（明治2）年、明治維新後、東京の地位と収入を失った士族とその使用人の生活と社会の安定のため、『東京府戸籍改正ニ付無産ノ徒武州小金原ヘ移シ開墾ニ使役附下総国三牧其他不毛地開墾東京府掌管』とし、東京府管轄で開墾が開始された。背景には東京周辺での食糧増産の目的と西欧の近代的な育馬技術の導入もある。年号は多くの論文との整合性のため、文頭の形式で示す。

### 開墾地名
開墾地は13あり、開墾入植の順に従った地名がつけられたとされるが、
実際には『東葛飾郡誌』が、入植開始時期を、初富が1869年10月、二和三咲が同年11・12月、五香六実は1870年1月、他は不明としているところ、柏市豊四季の豊四季四号稲荷の開拓記念碑には豊四季の入植開始が1869年10月とあり、二和・三咲より豊四季の入植が先となる。船橋市公式ホームページ『二和の歴史』では入植の時期を初富10月26日、二和11月11日とし三咲については示していないが、前述の内容と矛盾しない。流山市立博物館友の会研究誌『におどり』ではさらに詳細な分析を行い、地名は入植順ではなく、入植の計画順であることを具体的に示している。
地名は北島秀朝による命名とされ、開墾局の現地事務所は初富に置かれた。
1. 初富（はつとみ、中野牧・鎌ケ谷市初富）享保期に統合された一本椚牧にほぼ相当。
2. 二和（ふたわ、下野牧・船橋市二和）開墾会社解散後は三咲と統合され二和三咲村[6]。
3. 三咲（みさき、下野牧・船橋市三咲)
4. 豊四季（とよしき、上野牧・柏市豊四季）後、柏競馬場等。豊四季台団地は現存。
5. 五香（ごこう、中野牧・松戸市五香）開墾会社解散後は六実と統合され五香六実村[6]。後、松戸駐屯地等。
6. 六実（むつみ、中野牧・松戸市六実）
7. 七栄（ななえ、内野牧・富里市七栄）
8. 八街（やちまた、柳沢牧・八街市八街）
9. 九美上（くみあげ、油田牧・香取市九美上）
10. 十倉（とくら、高野牧・富里市十倉）
11. 十余一（とよいち、印西牧・白井市十余一）当時の公文書ではトヨヒト[6]だが、迅速測図では十余市。
12. 十余二（とよふた、高田台牧・柏市十余二）後、柏飛行場・高射砲陣等。現柏の葉等。
13. 十余三（とよみ、矢作牧・成田市十余三・大栄十余三・多古町十余三）当初はトヨミツ[6]。開墾会社解散後分割、十余三郵便局は多古町。シンボリ牧場等。成田国際空港の一部。

開墾時期が異なる等の理由で他の地名となった所を略記する。
- 下総牧羊場（取香牧、成田市）　後、取香種畜場、下総種畜場を経て、下総御料牧場。唯一牧として存続。矢作牧と共に成田国際空港[7]、空港所在地は牧の施設に因む古込。
- 鍋島開墾（小間子牧、八街市南部）、永沢社[8]、佐倉同協社[9]も創設。
- 習志野（下野牧、船橋・八千代・習志野市）後、騎兵学校。習志野駐屯地等。詳細は習志野参照。

また、鍋島開墾のように別途開墾されたため、番号順の地名でない所もある。

## 開墾後
表向き、開墾後の土地は入植者と現地で開墾を取り仕切った三井組等の開墾会社とその出資者に出資額に応じた土地を与えるとされていた。開墾・入植にあたり、会社は『東京授産場』を設け、授産場を、築地合引橋、同備前橋（岡山藩上地）、深川伊予橋、渋谷羽根沢村、深川加賀新田、物置場を、深川扇橋、同八左衛門新田に置いたと『小金原開墾之不始末』にある。後述する豊四季の稲荷神社内『開拓百周年記念碑』には、入植者が旧備前邸等で予め訓練を受けたとある。『東京府へ掛合築地元備前邸地所御引渡方の件』で、築地本願寺北の旧備前藩屋敷である事と1972（明治5）年には、不要になっていた事が確認できる。『東京都公文書館蔵書目録（明治期）』では、築地出張所開墾局とある。入植後、会社は入植者からの搾取、土地の奪取に力を注ぎ、岩瀬謙超『小金原開墾之不始末』には、住民の弾圧に警官も直接関わっていた事、三井の社員が入植者に勝手にノルマを課し、達成できないと懲罰房に入れる等、無法の限りを尽くした事の記述がある。一方、田中久右衛門『維新以来三井家奉公履歴』に三井は開墾事業の総頭取を拝命した事、明治政府に対し資金提供等を行った事が三井の功績として記されている。
1872年（明治5）年、開墾会社の解散時には、三井等の画策により多くの非出資入植者には耕作権だけが与えられ、ごく少数の大地主、少数の地主、多数の小作農が生じた。非開墾地、特に野馬土手とその隣接地は自動的に公有地となり、軍用地、後に小学校等公共施設の用地の一部となった所、日露戦争戦費調達のために払下げられた所も多い。三井が取得所有した土地も多い。東京の窮民だけでは開墾が進まず、入植した近隣の農民・自費による耕作地への通い農民も加えられた。近隣の農民は東京の窮民と違い、旧牧内の薪炭林等への権利があったはずであるが、旧牧内の耕作地や薪拾いについても、争議に発展した例がある。
1869〜1872（明治2〜5）年の東京窮民、近傍移住窮民、授産処分を受けた窮民は、初富170戸536人、28戸111人、185人、五香六実114戸433人、13戸52人、109人、十余一での移住窮民は東京11戸52人近傍31戸66人、1883年授産処分を受けた窮民68人、1880年、十余二では西村郡司が106町歩余りの土地の払下を受けた。
1877（明治10）年7月4日、十余一で住民山崎治右衛門が村内の香取神社で抗議のため自殺した。
1922年、農商務省食糧局『開墾地移住経営事例』高木村大字五香六實の項に、東京の無資産士族だけでは開墾が進まず、最初の約300戸のうち残ったのは37戸、222人、後に県内からの移住者・分家を入れ、分家による15戸を含め119戸、595人が残った、開墾のための金品貸与を完済した者はないとあり、残った移住者全員も小作農となった事を示す。
1879（明治12）年、大蔵卿大隈重信が「流山庄十余二」の土地を三井八郎右衛門高福より市岡晋一郎を経て取得した記録が早稲田大学史資料センターに残る。土地は9町4反歩余りであった。翌1880年の迅速測図に、土塁内の敷地だけで100メートル四方を超え、L字型の大家屋と3家屋を含む「大隈邸」の記載がある。迅速測図の大隈邸と三井の出張所の特徴が一致し出張所が大熊邸になった事が判る。1974年の空中写真でも堀と土塁を有した約120メートル四方の敷地跡が確認できる。後の柏特別支援学校の敷地の一部である。鍋島藩主の側近が土地を所有していた事を示す資料も千葉県文書館にある。早稲田大学史資料センターに、高田村〜豊四季村の住民の『旧小金原開墾地払下願書』があり、大隈と土地の関係を示唆する。
1887年（明治20）年『京都府平民三井高福ニ金盃ヲ下賜シ千葉県平民西村郡司外一名ヘ藍授褒章授与ノ件』との文書もある。外一名とは元佐賀藩士深川亮蔵で、佐賀藩の関係者が利権を得ていた事を示す。
1894年（明治27）と翌年、開墾会社に対する争議・法廷闘争は続き、岩瀬謙超『小金佐倉十牧開墾授産地回復請願書』、前掲『小金原開墾之不始末』が出版され、田中正造も1896（明治29）年に国会で取り上げる等の事態となった。人力での開墾に適した土地の多くはすでに新田となっていたため、開墾は困難で、開墾会社の搾取もあり、ほとんどの耕作地は戦後まで入植者（の子孫）の所有にはならなかった。
開墾地には、ほぼ集落ごとに神社が建立された。通常、神社は南向きのため、野馬土手の南の集落では、野馬土手のすぐ南に神社が建てられた事が多く、敷地の北縁が野馬土手となった神社もいくつかある。野馬土手が失われた後も多くの神社が残る。
地理的人的条件等、間接的な理由によるが、明治以降も牧場・競馬場等、馬に関わるいくつかの施設が置かれた。酪農が行われた所もあり、今も牧場がいくつか残る。